# Ahmad Murdschan
Ahmad Murdschan (geboren 1905; gestorben am 4. Januar 1974) war ein sudanesischer Musiker und Komponist der Melodie der sudanesischen Nationalhymne.

## Leben
Zunächst besuchte Murdschan Koranschulen und ging dann auf reguläre Schulen. Wegen seiner Begeisterung für die Militärmusik trat er 1914 in die sudanesischen Streitkräfte ein und wurde 1923 in den Rang des Soldaten erhoben. 1942 wurde er zum Staff Sergeant und 1952 zum Lieutenant ernannt, bis er vor 1973 in den Rang des Obersts erhoben wurde.
Daneben komponierte Murdschan zahlreiche Märsche und Musikstücke. Zusätzlich eröffnete er in seinem Haus in Omdurman eine Musikschule, die er jedoch wegen mangelnder finanzieller Unterstützung schließen musste.
| Personendaten    | Personendaten                       |
| ---------------- | ----------------------------------- |
| NAME             | Murdschan, Ahmad                    |
| KURZBESCHREIBUNG | sudanesischer Musiker und Komponist |
| GEBURTSDATUM     | 1905                                |
| STERBEDATUM      | 4. Januar 1974                      |